# Transat Jacques-Vabre 2005
Navigation
2003 2007
La Transat Jacques-Vabre 2005 est la septième édition de la Transat Jacques-Vabre, aussi appelée La Route du café. Le départ a été donné les 5 (pour les monocoques) et 6 novembre (pour les multicoques) du Havre à destination de Salvador de Bahia au Brésil.

## Type de bateau
Quatre types de bateaux sont admis à participer :
- Des voiliers multicoque dont la longueur est de 60 pieds soit 18,28 m. Ces bateaux doivent répondre aux règles de la classe ORMA.
- Des voiliers multicoque dont la longueur est de 50 pieds soit 15,24 m. Ces bateaux doivent répondre aux règles de la classe Multi50.
- Des voiliers monocoque dont la longueur est de 60 pieds soit 18,28 m. Ces bateaux doivent répondre aux règles de la classe 60 pieds IMOCA.
- Des voiliers monocoques dont la longueur est de 50 pieds soit 15,24 m. Ces bateaux doivent répondre aux règles de la classe 2.

## Parcours
- Pour les monocoques, Le Havre- Salvador de Bahia (Brésil) : 4 340 milles.
- Pour les Multicoques, Le Havre- Salvador de Bahia (détour par l’île de l’Ascension) : 5 190 milles.

## Participants
Trente-cinq skippers ont pris le départ de cette course (10 ORMA, 6 Multi50 , 12 IMOCA et 7 Classe 2).

## Classement

### ORMA

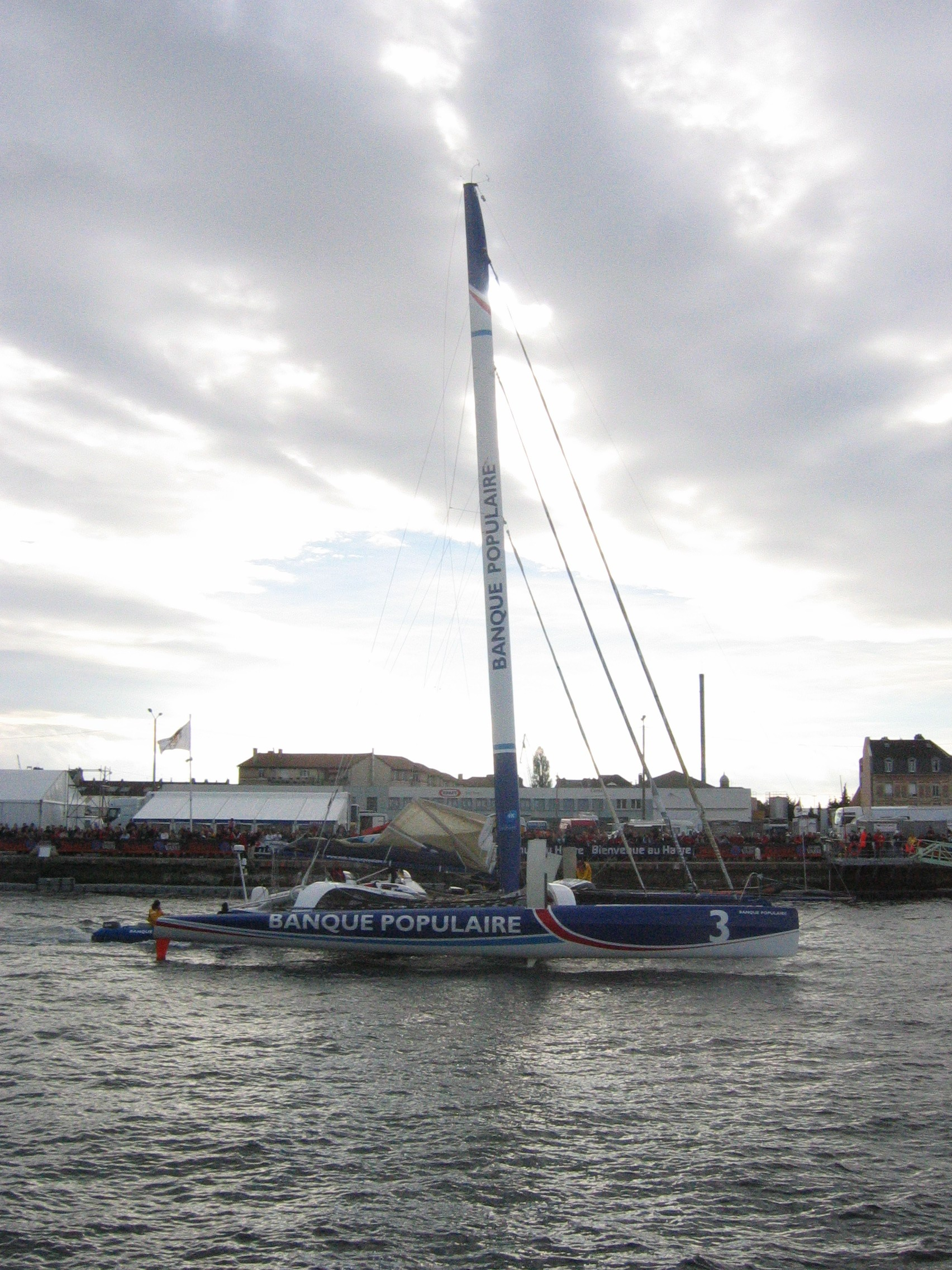
Banque populaire IV, le jour du départ, le 6 novembre 2005

| Classe ORMA : Multicoques classe 1 (10 inscrits) | Classe ORMA : Multicoques classe 1 (10 inscrits) | Classe ORMA : Multicoques classe 1 (10 inscrits) | Classe ORMA : Multicoques classe 1 (10 inscrits)                              | Classe ORMA : Multicoques classe 1 (10 inscrits)                              | Classe ORMA : Multicoques classe 1 (10 inscrits)                              | Classe ORMA : Multicoques classe 1 (10 inscrits)                              | Classe ORMA : Multicoques classe 1 (10 inscrits)                              |
| Concurrents                                      | Concurrents                                      | Bateau                                           | Classement                                                                    | Classement                                                                    | Arrivée                                                                       | Arrivée                                                                       | Arrivée                                                                       |
| Skipper                                          | Skipper                                          | Nom du bateau                                    | Général                                                                       | Classe                                                                        | Date                                                                          | Temps                                                                         | Moyenne (nds)                                                                 |
| ------------------------------------------------ | ------------------------------------------------ | ------------------------------------------------ | ----------------------------------------------------------------------------- | ----------------------------------------------------------------------------- | ----------------------------------------------------------------------------- | ----------------------------------------------------------------------------- | ----------------------------------------------------------------------------- |
| Pascal Bidégorry                                 | Lionel Lemonchois                                | Banque Populaire IV                              | 8e                                                                            | 1er                                                                           | 20 novembre 2005                                                              | 14 j 01 h 46 min                                                              | 15,37                                                                         |
| Fred Le Peutrec                                  | Yann Guichard                                    | Gitana XI                                        | 9e                                                                            | 2e                                                                            | 20 novembre 2005                                                              | 14 j 04 h 50 min                                                              | 15,23                                                                         |
| Michel Desjoyeaux                                | Hugues Destremau                                 | Géant                                            | 10e                                                                           | 3e                                                                            | 20 novembre 2005                                                              | 14 j 05 h 27 min                                                              | 15,20                                                                         |
| Thierry Duprey                                   | Erwan Le Roux                                    | Gitana X                                         | 14e                                                                           | 4e                                                                            | 24 novembre 2005                                                              | 17 j 11 h 06 min                                                              | 12,38                                                                         |
| Giovanni Soldini                                 | Vittorio Malingri                                | TIM Progetto Italia                              | Abandon (14 novembre 2005 dessalage dans la zone du pot au noir)              | Abandon (14 novembre 2005 dessalage dans la zone du pot au noir)              | Abandon (14 novembre 2005 dessalage dans la zone du pot au noir)              | Abandon (14 novembre 2005 dessalage dans la zone du pot au noir)              | Abandon (14 novembre 2005 dessalage dans la zone du pot au noir)              |
| Franck Cammas                                    | Franck Proffit                                   | Groupama 2                                       | Abandon (11 novembre 2005 dessalage)                                          | Abandon (11 novembre 2005 dessalage)                                          | Abandon (11 novembre 2005 dessalage)                                          | Abandon (11 novembre 2005 dessalage)                                          | Abandon (11 novembre 2005 dessalage)                                          |
| Armel Le Cléac’h                                 | Damian Foxall                                    | Foncia                                           | Abandon (chavirage)                                                           | Abandon (chavirage)                                                           | Abandon (chavirage)                                                           | Abandon (chavirage)                                                           | Abandon (chavirage)                                                           |
| Thomas Coville                                   | Jacques Vincent                                  | Sodebo                                           | Abandon (rupture du flotteur bâbord et démâtage)                              | Abandon (rupture du flotteur bâbord et démâtage)                              | Abandon (rupture du flotteur bâbord et démâtage)                              | Abandon (rupture du flotteur bâbord et démâtage)                              | Abandon (rupture du flotteur bâbord et démâtage)                              |
| Yvan Bourgnon                                    | Charles Caudrelier                               | Brossard                                         | Abandon (fissure de la coque centrale)                                        | Abandon (fissure de la coque centrale)                                        | Abandon (fissure de la coque centrale)                                        | Abandon (fissure de la coque centrale)                                        | Abandon (fissure de la coque centrale)                                        |
| Stève Ravussin                                   | Yvan Ravussin                                    | Orange Project                                   | Abandon (rupture de bras de liaison entre la coque principale et un flotteur) | Abandon (rupture de bras de liaison entre la coque principale et un flotteur) | Abandon (rupture de bras de liaison entre la coque principale et un flotteur) | Abandon (rupture de bras de liaison entre la coque principale et un flotteur) | Abandon (rupture de bras de liaison entre la coque principale et un flotteur) |

### Multi50
| Classe Multi50 : Multicoques classe 2 (6 inscrits) | Classe Multi50 : Multicoques classe 2 (6 inscrits) | Classe Multi50 : Multicoques classe 2 (6 inscrits) | Classe Multi50 : Multicoques classe 2 (6 inscrits) | Classe Multi50 : Multicoques classe 2 (6 inscrits) | Classe Multi50 : Multicoques classe 2 (6 inscrits) | Classe Multi50 : Multicoques classe 2 (6 inscrits) | Classe Multi50 : Multicoques classe 2 (6 inscrits) |
| Concurrents                                        | Concurrents                                        | Bateau                                             | Classement                                         | Classement                                         | Arrivée                                            | Arrivée                                            | Arrivée                                            |
| Skipper                                            | Skipper                                            | Nom du bateau                                      | Général                                            | Classe                                             | Date                                               | Temps                                              | Moyenne (nds)                                      |
| -------------------------------------------------- | -------------------------------------------------- | -------------------------------------------------- | -------------------------------------------------- | -------------------------------------------------- | -------------------------------------------------- | -------------------------------------------------- | -------------------------------------------------- |
| Franck-Yves Escoffier                              | Kevin Escoffier                                    | Crêpes Whaou!                                      | 1er                                                | 1er                                                | 18 novembre 2005                                   | 12 j 06 h 13 min                                   | 14,75                                              |
| Dominique Demachy                                  | Philippe Langlois                                  | Gifi                                               | 20e                                                | 2e                                                 | 26 novembre 2005                                   | 20 j 04 h 08 min                                   | 8,96                                               |
| Pascal Quintin                                     | Raphael Sohier                                     | Jean Stalaven                                      | 21e                                                | 3e                                                 | 26 novembre 2005                                   | 20 j 05 h 58 min                                   | 8,93                                               |
| Dany Monnier                                       | Pierre Dupuy                                       | VictorInox                                         | 22e                                                | 4e                                                 | 27 novembre 2005                                   | 21 j 03 h 26 min                                   | 8,3                                                |
| Roger Langevin                                     | Henriette Lemay                                    | Négocéane-Donneurs de vie-Branec IV                | Abandon                                            | Abandon                                            | Abandon                                            | Abandon                                            | Abandon                                            |
| Anne Caseneuve                                     | Christophe Houdet                                  | Groupe Acanthe Ingenierie                          | Abandon                                            | Abandon                                            | Abandon                                            | Abandon                                            | Abandon                                            |

### IMOCA
| Classe IMOCA : Monocoques classe 1 (12 inscrits) | Classe IMOCA : Monocoques classe 1 (12 inscrits) | Classe IMOCA : Monocoques classe 1 (12 inscrits) | Classe IMOCA : Monocoques classe 1 (12 inscrits) | Classe IMOCA : Monocoques classe 1 (12 inscrits) | Classe IMOCA : Monocoques classe 1 (12 inscrits) | Classe IMOCA : Monocoques classe 1 (12 inscrits) | Classe IMOCA : Monocoques classe 1 (12 inscrits) |
| Concurrents                                      | Concurrents                                      | Bateau                                           | Classement                                       | Classement                                       | Arrivée                                          | Arrivée                                          | Arrivée                                          |
| Skipper                                          | Skipper                                          | Nom du bateau                                    | Général                                          | Classe                                           | Date                                             | Temps                                            | Moyenne (nds)                                    |
| ------------------------------------------------ | ------------------------------------------------ | ------------------------------------------------ | ------------------------------------------------ | ------------------------------------------------ | ------------------------------------------------ | ------------------------------------------------ | ------------------------------------------------ |
| Jean-Pierre Dick                                 | Loïck Peyron                                     | Virbac Paprec                                    | 2e                                               | 1er                                              | 18 novembre 2005                                 | 13 j 09 h 19 min                                 | 13,51                                            |
| Roland Jourdain                                  | Ellen MacArthur                                  | Sill et Veolia                                   | 3e                                               | 2e                                               | 18 novembre 2005                                 | 13 j 09 h 54 min                                 | 13,48                                            |
| Jean Le Cam                                      | Kito de Pavant                                   | Bonduelle                                        | 4e                                               | 3e                                               | 19 novembre 2005                                 | 13 j 19 h 29 min                                 | 13,09                                            |
| Mike Golding                                     | Dominique Wavre                                  | Ecover                                           | 5e                                               | 4e                                               | 19 novembre 2005                                 | 14 j 00 h 46 min                                 | 12,89                                            |
| Brian Thompson                                   | Will Oxley                                       | Skandia                                          | 6e                                               | 5e                                               | 19 novembre 2005                                 | 14 j 01 h 14 min                                 | 12,87                                            |
| Marc Thiercelin                                  | Eric Drouglazet                                  | Pro-Form                                         | 7e                                               | 6e                                               | 19 novembre 2005                                 | 14 j 03 h 54 min                                 | 12,77                                            |
| Hervé Laurent                                    | Laurent Massot                                   | UUDS                                             | 11e                                              | 7e                                               | 21 novembre 2005                                 | 15 j 20 h 14 min                                 | 11,41                                            |
| Anne Liardet                                     | Miranda Merron                                   | Roxy                                             | 12e                                              | 8e                                               | 21 novembre 2005                                 | 16 j 07 h 17 min                                 | 11,09                                            |
| Joe Seeten                                       | Cecilia Carreri                                  | Mare Verticale                                   | 13e                                              | 9e                                               | 23 novembre 2005                                 | 17 j 16 h 16 min                                 | 10,23                                            |
| Jean-Baptiste Dejeanty                           | Alexandre Toulorge                               | Artech                                           | 15e                                              | 10e                                              | 24 novembre 2005                                 | 19 j 05 h 20 min                                 | 9,41                                             |
| Walter Antunes                                   | Raphaël Coldefy                                  | GalileoVela                                      | 19e                                              | 11e                                              | 25 novembre 2005                                 | 20 j 04 h 17 min                                 | 8,96                                             |
| Bernard Stamm                                    | Yann Elies                                       | Cheminées Poujoulat                              | Abandon (problème de safran tribord)             | Abandon (problème de safran tribord)             | Abandon (problème de safran tribord)             | Abandon (problème de safran tribord)             | Abandon (problème de safran tribord)             |

### Monocoques 50 pieds
| Classe monocoques 50 pieds classe 2 (7 inscrits) | Classe monocoques 50 pieds classe 2 (7 inscrits) | Classe monocoques 50 pieds classe 2 (7 inscrits) | Classe monocoques 50 pieds classe 2 (7 inscrits) | Classe monocoques 50 pieds classe 2 (7 inscrits) | Classe monocoques 50 pieds classe 2 (7 inscrits) | Classe monocoques 50 pieds classe 2 (7 inscrits) | Classe monocoques 50 pieds classe 2 (7 inscrits) |
| Concurrents                                      | Concurrents                                      | Bateau                                           | Classement                                       | Classement                                       | Arrivée                                          | Arrivée                                          | Arrivée                                          |
| Skipper                                          | Skipper                                          | Nom du bateau                                    | Général                                          | Classe                                           | Date                                             | Temps                                            | Moyenne (nds)                                    |
| ------------------------------------------------ | ------------------------------------------------ | ------------------------------------------------ | ------------------------------------------------ | ------------------------------------------------ | ------------------------------------------------ | ------------------------------------------------ | ------------------------------------------------ |
| Joe Harris                                       | Josh Hall                                        | Gryphon Solo                                     | 16e                                              | 1er                                              | 24 novembre 2005                                 | 19 j 09 h 05 min                                 | 9,33                                             |
| Kip Stone                                        | Rodney Keenan                                    | Artforms                                         | 17e                                              | 2e                                               | 25 novembre 2005                                 | 20 j 02 h 46 min                                 | 8,99                                             |
| Servane Escoffier                                | Bertrand de Broc                                 | Vedettes de Bréhat                               | 18e                                              | 3e                                               | 25 novembre 2005                                 | 20 j 03 h 52 min                                 | 8,97                                             |
| Luc Coquelin                                     | Chantal Foligné                                  | Top 50 Guadeloupe                                | 23e                                              | 4e                                               | 28 novembre 2005                                 | 23 j 00 h 18 min                                 | 7,76                                             |
| Paul Metcalf                                     | Ryan Finn                                        | Polarity Solo                                    | Abandon                                          | Abandon                                          | Abandon                                          | Abandon                                          | Abandon                                          |
| Jean-François Durand                             | Karen Leibovici                                  | Défi Vendéen                                     | Abandon                                          | Abandon                                          | Abandon                                          | Abandon                                          | Abandon                                          |
| Bob Escoffier                                    | Gérard Faye                                      | Étoile Horizon                                   | Abandon                                          | Abandon                                          | Abandon                                          | Abandon                                          | Abandon                                          |

## Galerie

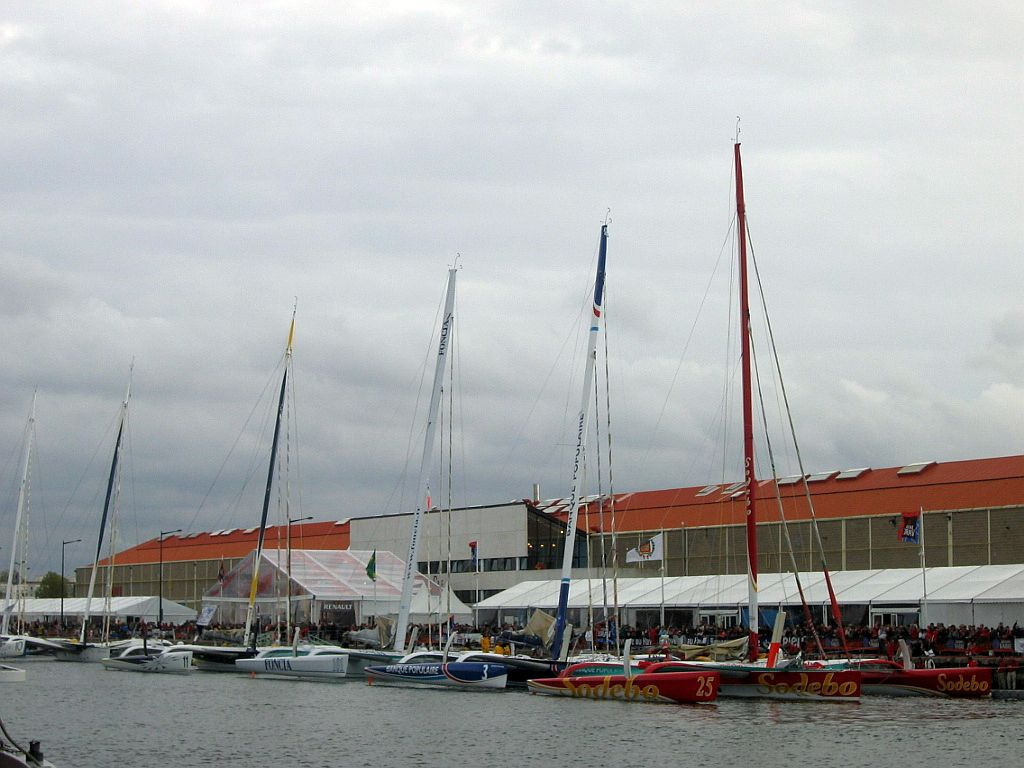
Bassin Paul Vatine
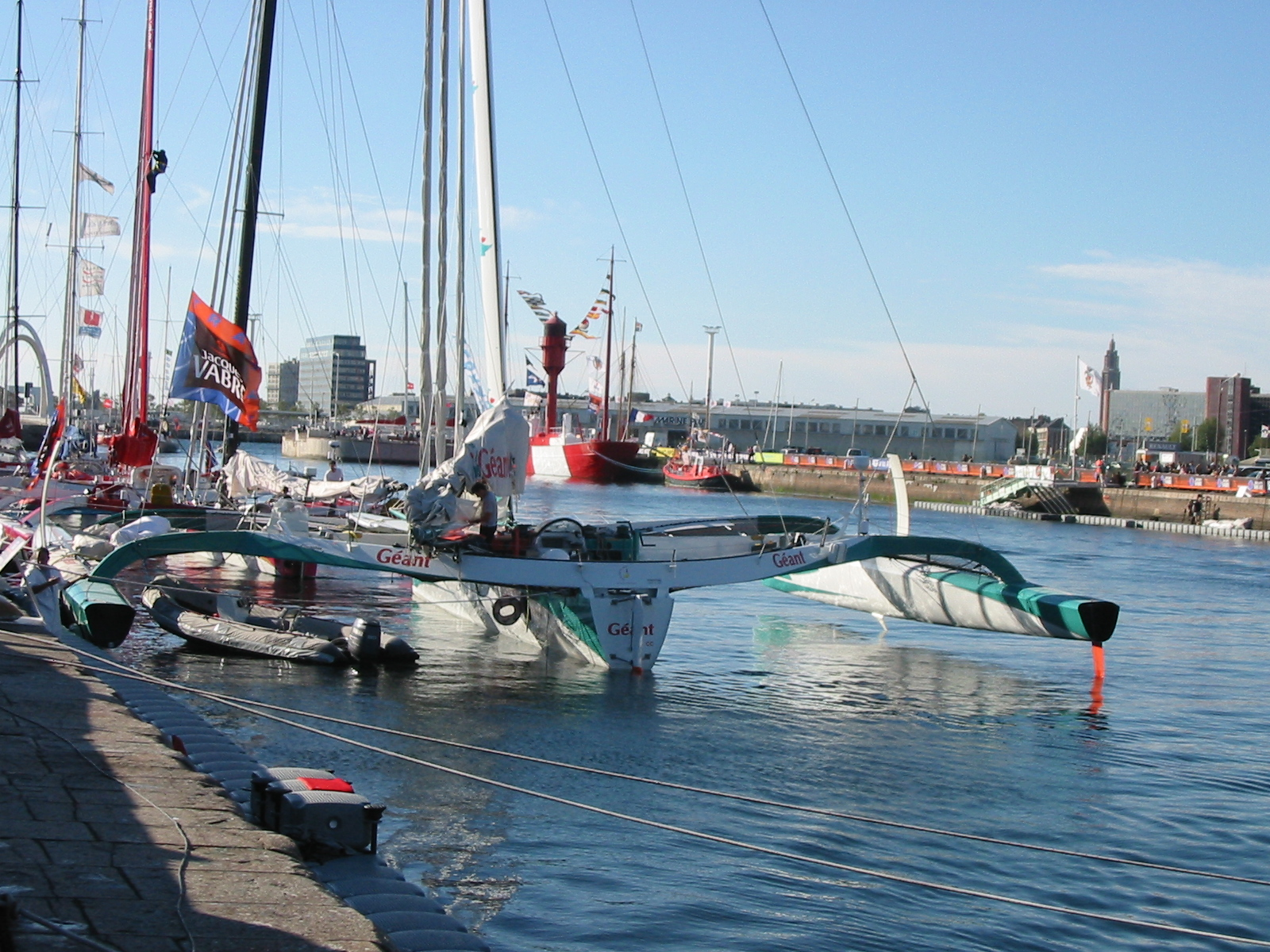
Bassin Paul Vatine, Géant
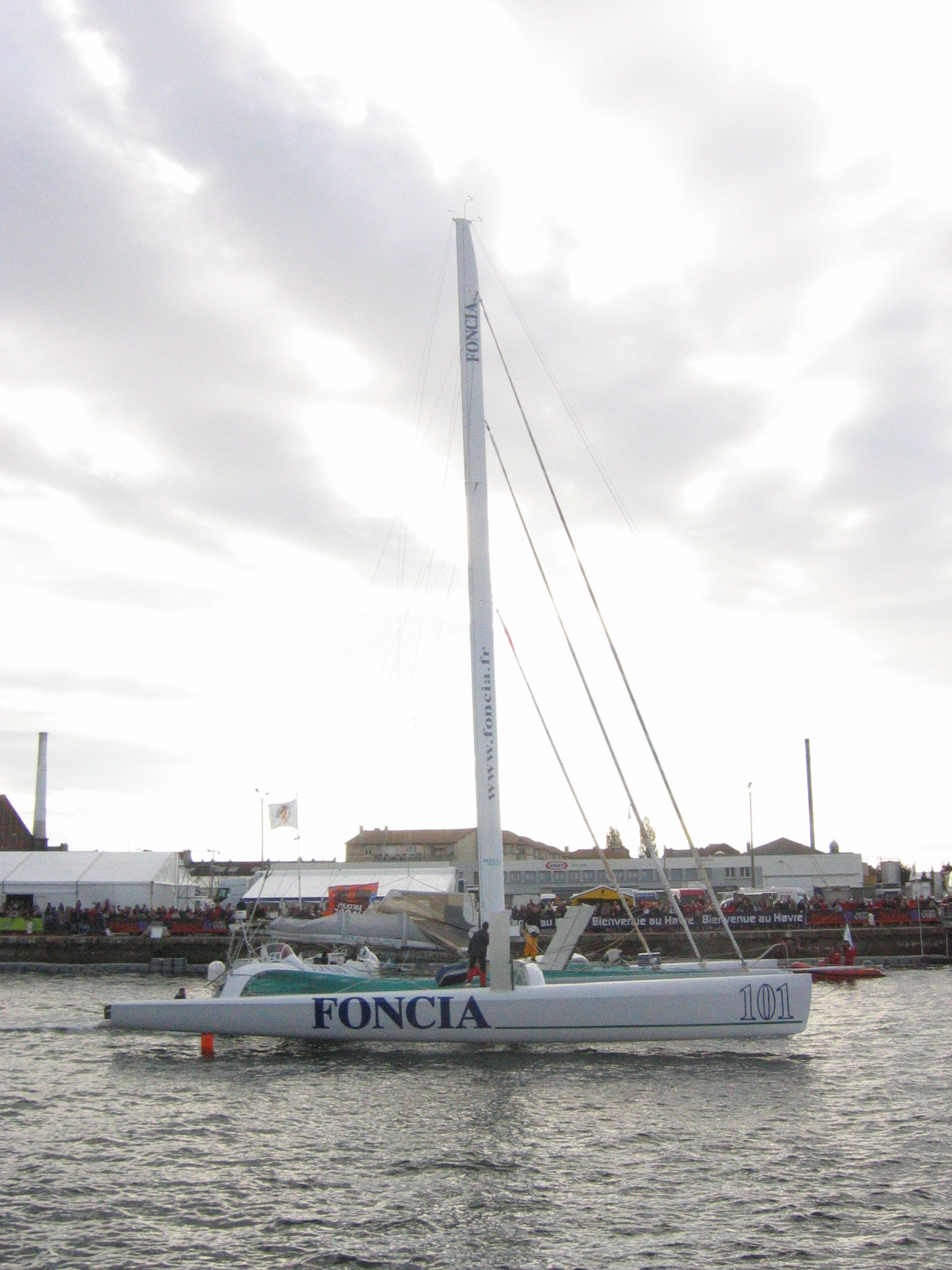
Foncia
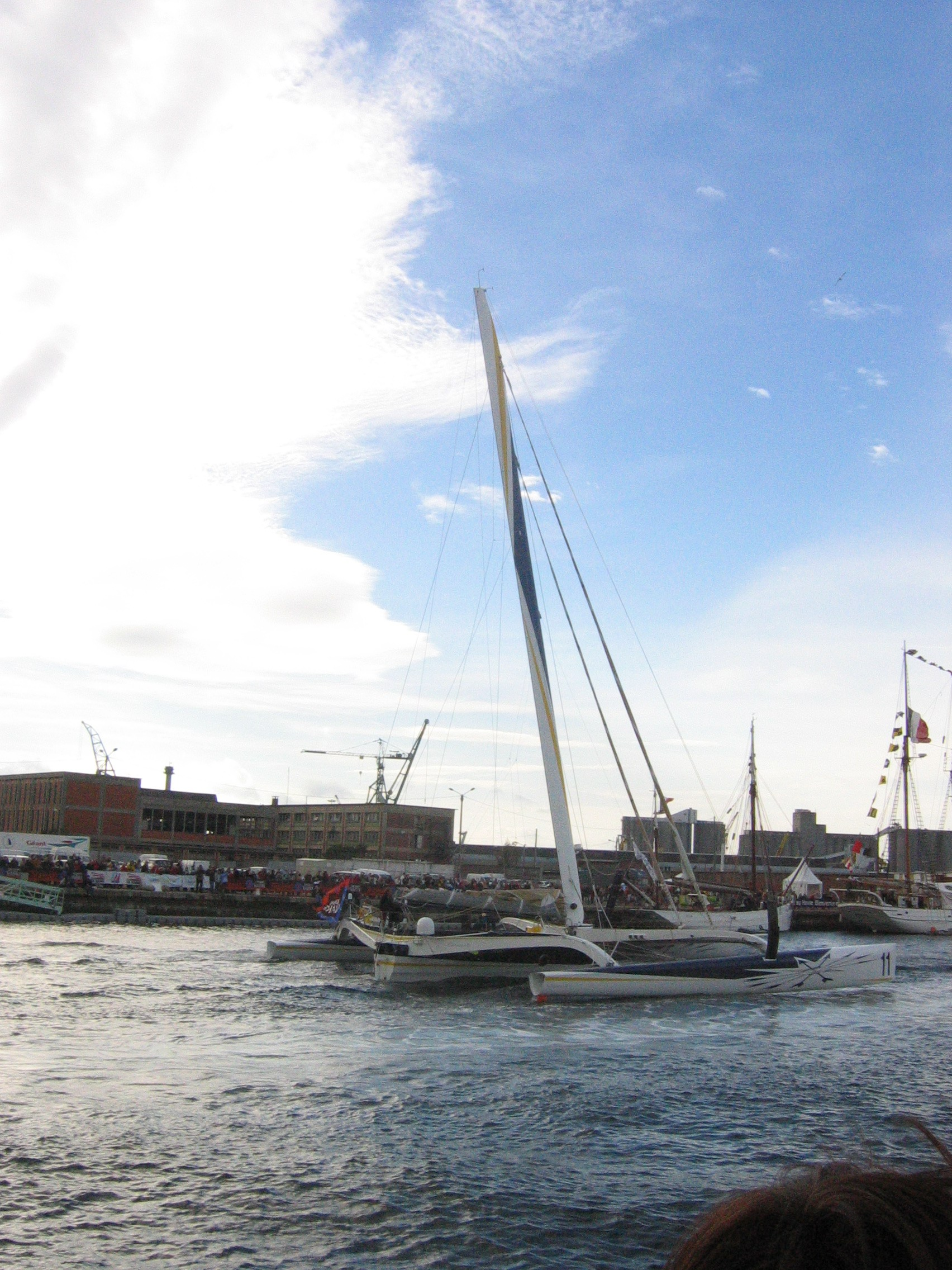
Gitana 11
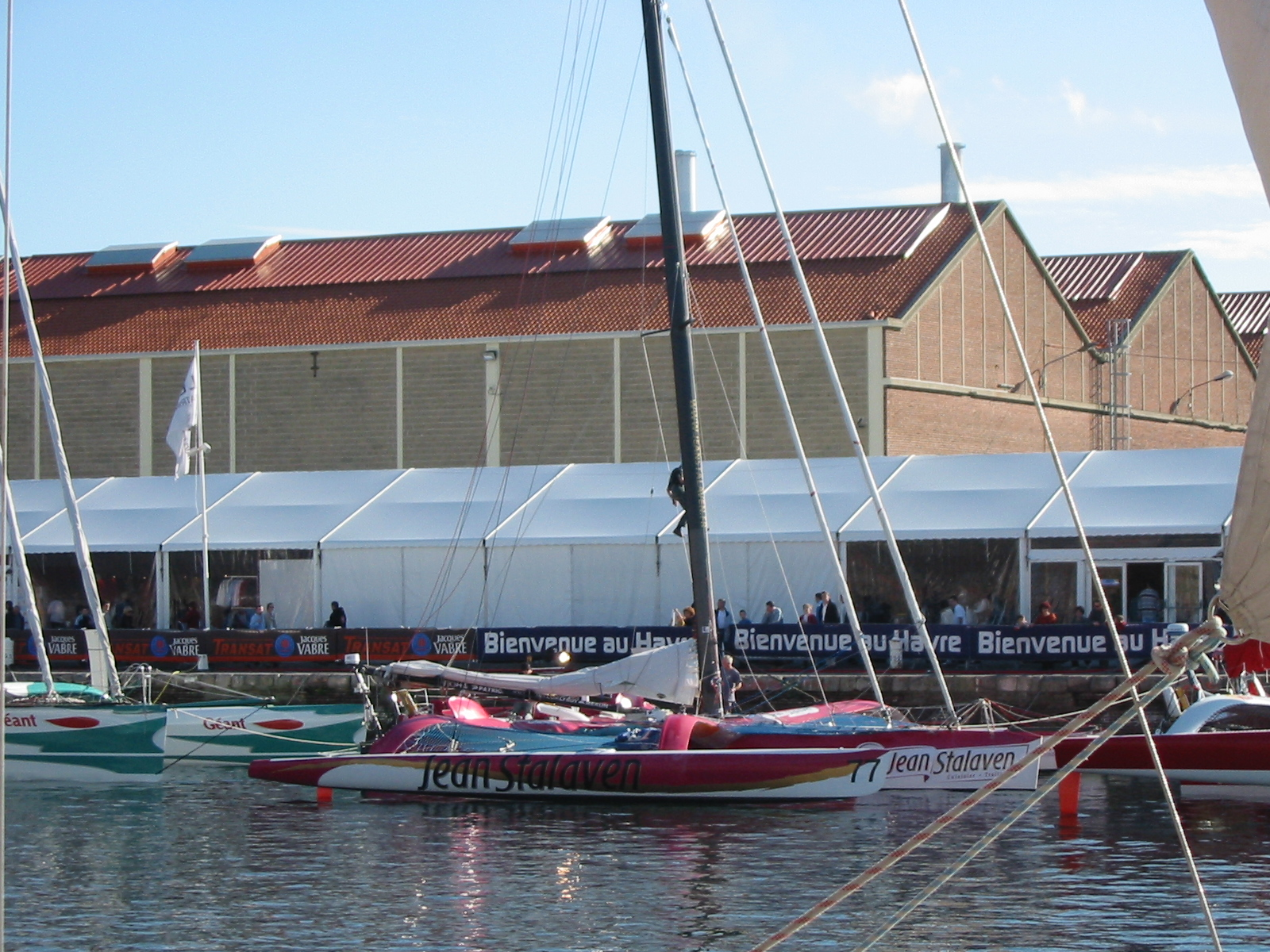
Jean Stalaven
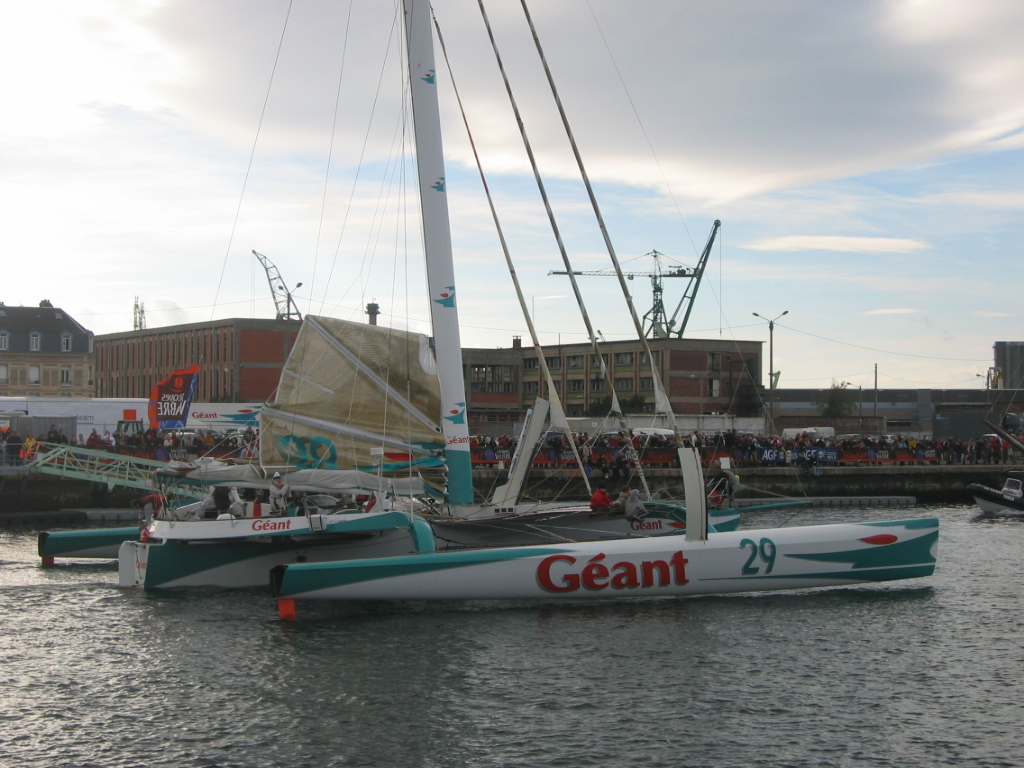
Géant